# CJIT-FM
CJIT-FM (aussi connu sous le nom de Plaisir 106,7 Lac-Mégantic) est une station de radio québécoise diffusant à Lac-Mégantic au Québec, à la fréquence 106,7 MHz sur la bande FM. Elle est une propriété d'Arsenal Media et fait partie de la bannière Plaisir tout comme les stations 101,9 FM à Victoriaville, 105,5 FM à Thetford Mines et 105,3 FM à Matane.
La station propose une programmation musicale variée qui s'adresse à une clientèle adulte. La programmation de la station fait une grande place aux acteurs ainsi qu'aux organismes locaux de la région afin d'être à l'écoute de son milieu. L'actualité régionale y occupe également une place de choix.

## Histoire
La station a été fondée en 1967 par l'homme d'affaires François Labbé alors propriétaire de Radio Mégantic Ltée. L'indicatif d'appel de la station était à l'époque CKFL.
C'est le 6 mars 1968 que la programmation débute officiellement sur la bande AM à la fréquence 1 340 kHz. La station était affiliée à Radio-Canada et recevait une portion de sa programmation de sa station sœur CKLD à Thetford Mines.
La propriété de la station sera modifiée à plusieurs reprises d’abord en 1991 avec le rachat par Communéquipe inc puis par Radio Plus Lac-Mégantic inc en 1994, Radio Gaé-Rit Lac Mégantic en 1998, Les Productions du temps perdu inc en 2006 et finalement Attraction Radio en 2012,.
Le 15 décembre 2000, le CRTC autorise la migration de la station de la bande AM vers le FM à la fréquence 106,7 MHz avec une puissance de 4 250 watts. L'indicatif sera par la suite modifié pour CJIT-FM.
Le 6 juillet 2013, la communauté de Lac-Mégantic est frappée par une tragédie ferroviaire qui fait 47 victimes au centre-ville. La station située à l'extérieur de la zone sinistrée cessera d'émettre pendant quelques heures en raison d'une importante panne électrique. La petite équipe de la station se relève toutefois les manches et parvient à reprendre l'antenne le 7 juillet à 15 h. La station deviendra un canal de communication important puisque plusieurs citoyens demeureront privés d'électricité et de signal télé pendant plusieurs jours. L'équipe d'animateurs formée de Manon Bisson, Yan Boulanger, Michel Brochu et Sylvain Chamberland se relayera sans relâche 24 heures sur 24 pendant 5 jours afin d'assurer la mise en ondes d'une programmation spéciale sur les mesures d'urgence.